# Robert Fripp
Robert Fripp (født 16. maj 1946 i Winborne Minster, Storbritannien) er guitarist og komponist, nok mest kendt for sin rolle i dannelsen af gruppen King Crimson. Hans værk, der strækker sig over mere end 30 år, omfatter et væld af musikalske stilarter. Han er gift med skuespiller og sanger Toyah Wilcox. Fripp er kendt for at sidde ned, når han spiller guitar, under koncerter.

## Biografi

### Tidlig karriere
Fripps tidligste professionelle arbejde begyndte i 1967, da han reflekterede på en annonce for en syngende tangentspiller til en gruppe, som bassisten Peter Giles og trommeslageren Michael Giles havde dannet. Selvom gruppen ikke var en succes på scenen, udgave Giles, Giles and Fripp, som gruppen hed, to singler og et album, The Cheerful Insanity of Giles, Giles and Fripp.

### Tidlig King Crimson
Efter gruppens ophør planlagde Fripp sammen med trommeslageren Michael Giles dannelsen af King Crimson i 1968 sammen med Greg Lake, Peter Sinfield og Ian McDonald. Deres første album, In The Court of the Crimson King, blev udgivet i slutningen af 1969 og fik blandede anmeldelser. Gruppen ophørte kort efter udgivelsen og er i årenes løb blevet gendannet adskillige gange. Robert Fripp er den eneste, som har været med i gruppen hele tiden.

### Sideprojekter
I de perioder, hvor King Crimson var mindre aktiv, arbejdede Fripp på adskillige sideprojekter. Han arbejdede sammen med Keith Tippett (og andre, som optrådte på King Crimsons plader) på projekter, som stilistisk lå langt fra rockmusik, idet han producerede Septober Energy i 1971 og Ovary Lodge i 1973. I denne periode arbejdede han også sammen med Van Der Graaf Generator. Sammen med Brian Eno indspillede han No Pussyfooting i 1972 og Evening Star i 1974. Disse to album eksperimenterede med adskillige nyskabende musikalske teknikker, f.eks. tape delay- systemet, der skulle spille en central rolle i Fripps senere værker. Systemet var så karakteristisk for Fripps værker, at den sound, der blev skabt med det, samlet blev kendt som Frippertronics.
Fripp var væk fra musikindustrien i sidste halvdel af 1970'erne, hvor han dyrkede sin interesse for Gurdjieffs lære, som senere fik indflydelse på Fripps arbejde med Guitar Craft. Han vendte tilbage til musikken som studieguitarist på Peter Gabriels første album i 1976. Fripp turnerede sammen med Gabriel for at promovere albummet men blev i kulissen og blev præsenteret for publikum som "Dusty Rhodes".
I 1977, tre år efter ophøret af den tredje konstellation af King Crimson, modtog Fripp en telefonopringning fra Eno, der arbejdede på David Bowies album "Heroes". Fripp indvilgede i at spille guitar på albummet, hvilket blev starten på samarbejde med andre musikere. Fripp bidrog som guitarist og producer på Gabriels andet album og samarbejdede med Daryl Hall på Sacred Songs. I denne periode begyndte Fripp at lave solomateriale med bidrag fra andre musikere, bl.a. Eno, Gabriel og Hall såvel som Peter Hamill, Jerry Marotta, Phil Collins, Tony Levin og Terre Roche. Dette mundede ud i Fripps første soloalbum, Exposure, der udkom i 1979, efterfulgt af Frippertronics-turneen samme år. Mens han boede i New York, USA, medvirkede Fripp på albums og koncerter med Blondie og Talking Heads, og han producerede The Roches' første album.
Fripps samarbejde med Buster Jones, Paul Duskin og David Byrne resulterede i God Save the Queen/Under Heavy Manners det efterfølgende år. Samtidig samlede han, hvad han kaldte et "andendivisions omrejsende new wave instrumentalt danseband" under navnet League of Gentlemen sammen med Sara Lee, Barry Andrews og Johnny Toobad i 1980.

### King Crimson igen
Den fjerde inkarnation af King Crimson så verden i 1981 og bestod af Fripp, Adrian Belew, Bill Bruford og Tony Levin. Egentlig skulle gruppen have heddet "Discipline", men Fripp fandt ud af, at de andre medlemmer mente, at navnet King Crimson var mere passende. I Fripps øjne havde King Crimson altid været en måde at gøre tingene på mere end en gruppe musikere, og gruppen mente, at deres musik afspejlede denne metodik. Efter tre album opløstes King Crimson i 1984; det samme skete med The League of Gentlemen kort tid efter.
I denne periode lavede Fripp to plader med Andy Summers fra The Police. På I Advance Masked spillede Fripp og Summers alle instrumenter. Bewitched var mere domineret af Summers, som producerede pladen og samarbejdede med andre musikere foruden Fripp.

### Guitar Craft
Fripp blev tilbudt en lærerstilling på American Society for Continuous Education (ASCE) i Claymont Court, West Virginia, USA i 1984. Han havde haft noget at gøre med ASCE siden 1978 og sad i bestyrelsen, og han havde længe overvejet at undervise i guitar. Hans kursus, Guitar Craft, begyndte i 1985, og et af resultaterne var gruppen The League of Crafty Guitarists, som har udgivet flere album. I 1986 udgav han den første af to samarbejder med sin kone, Toyah Wilcox. Medlemmerne af California Guitar Trio er tidligere medlemmer af The League of Crafty Guitarists, og af flere af medlemmerne i Gitbox Rebellion er tidligere Guitar Craft-elever.

### Soundscapes
Fripp vendte tilbage til soloindspilninger i 1994 og brugte en opdateret udgave af Frippertronics-teknikken, hvor han brugte digital teknik i stedet for bånd til at lave løkker. Fripp udgav en række plader, som han kaldte Soundscapes, bl.a. 1999, Radiophonics, A Blessing of Tears, That Which Passes, November Suite og The Gates of Paradise. På Soundscapes-indspilningerne er musikkens indre mekanik ikke så tydelig som på Let the Power Fall, muligvis pga. de større muligheder, som den nye teknologi giver.

### Sylvian/Fripp
Fripps samarbejde med David Sylvian resulterede i noget af hans mest sprudlende guitarspil. Fripp bidrog på Sylvians 20 minutter lange nummer "Steel Cathedrals" fra dennes  Alchemy – An Index of Possibilities fra 1985. Fripp optrådte på adskillige numre på Sylvians udgivelse i 1986, Gone to Earth. I slutningen af 1991 havde Fripp spurgt Sylvian, om han ville være sanger i King Crimson, der var ved at blive gendannet. Sylvian sagde nej tak men foreslog et samarbejde mellem de to, som senere blev til en turné i Japan og Italien i foråret 1992. I juli 1993 udgav Sylvian og Fripp deres The First Day. Andre musikere på indspilningen var det fremtidige medlem af King Crimson, Trey Gunn på Chapman Stick, og næsten fremtidige medlem Jerry Marotta på trommer. Mens gruppen turnerede for at promovere deres CD, overtog fremtidige medlem af King Crimson, Pat Mastelotto, trommerne. Live-indspilningen Damage blev udgivet i 1994 ligesom Redemption – Approaching Silence, der indeholdt Sylvians ambient lydskulpturer ("Approaching Silence") som akkompagnement til Fripps oplæsning af sin egen tekst ("Redemption")

### King Crimson genskabt
I slutningen af 1994 gendannede Fripp King Crimson med besætningen fra 1981 plus Trey Gunn og trommeslager Pat Mastelotto i det, der blev kaldt "dobbelttrioen". De udgav Thrak i 1995.
Fra 1997 til 1999 og igen i 2006, "fraKctaliserede" King Crimson sig i fem undergrupper kaldet ProjeKcts.
I 2000 blev studiealbummet The ConstruKction of Light udgivet af endnu en konstellation af King Crimson (Fripp, Adrian Belew, Trey Gunn, Pat Mastelotto), efterfulgt af The Power to Believe i 2004. Siden da har sammensætningen ændret sig igen, med Tony Levin som erstatning for Trey Gunn.

### Nyere værker
I 2004 turnerede Fripp med Joe Satriani og Steve Vai som guitartrioen G3.
Den 21. oktober 2005 var Robert Fripp i Microsofts studier for at indspille nye lyde og atmosfærer til Windows Vista.

## Privatliv
Fripp ægtede Toyah Willcox i 1986 i Poole, Dorset, England.
I perioden 1987 til 1999 ejede parret Reddish House, der tidligere var ejet af fotografen Cecil Beaton. De udførte en omfattende renovering af herregården.

## Diskografi
- 1968 The Cheerful Insanity of Giles, Giles and Fripp
- 1973 No Pussyfooting (med Brian Eno)
- 1975 Evening Star (med Brian Eno)
- 1979 Exposure
- 1981 God Save the Queen/Under Heavy Manners
- 1981 The League of Gentlemen (med The League of Gentlemen)
- 1981 Let the Power Fall: An Album of Frippertronics**
- 1982 I Advance Masked (med Andy Summers)
- 1984 Bewitched (med Andy Summers)
- 1985 Network
- 1985 God Save the King (med The League of Gentlemen)
- 1986 The League of Crafty Guitarists Live!**
- 1986 The Lady or the Tiger (med Toyah Wilcox)
- 1991 Intergalactic Boogie Express (med The League of Crafty Guitarists)
- 1991 Sunday All Over the World - Kneeling at the Shrine (med Toyah Wilcox, Trey Gunn og Paul Beavis )
- 1993 The First Day (med David Sylvian)
- 1993 Darshan (med David Sylvian)
- 1993 Kings (med David Sylvian)
- 1994 The Bridge Between (med The California Guitar Trio)
- 1994 1999 Soundscabes: Live in Argentina
- 1994 Damage (med David Sylvian)
- 1994 Redemption – Approaching Silence (med David Sylvian)
- 1994 FFWD (med The Orb)
- 1995 1991 Intergalactic Boogie Express: Live in Europe…
- 1995 A Blessing of Tears: 1995 Soundscapes, Vol. 2 (live)
- 1995 Radiophonics: 1995 Soundscapes, Vol. 1 (live)
- 1996 That Which Passes: 1995 Soundscapes Vol. 3 (live)
- 1996 Thrang Thrang Gozinbulx (med The League of Gentlemen)
- 1997 November Suite: 1996 Soundscapes – Live at Green Park Station
- 1997 Pie Jesu
- 1998 The Gates of Paradise
- 1998 Lightness: for the Marble Palace
- 1999 The Repercussions of Angelic Behavior (med Bill Riefling og Trey Gunn)
- 2004 The Equatorial Stars (med Brian Eno)
- 2005 Love Cannot Bear (Soundscapes – Live in the USA)